# Williams FW35
El Williams FW35 es un monoplaza de Fórmula 1 diseñado por la escudería Williams F1 para competir durante la temporada 2013. Lo pilotan Pastor Maldonado y Valtteri Bottas.

## Presentación
El FW35 fue presentado por los pilotos el 19 de febrero en Montmeló 30 minutos antes de comenzar los segundos entrenamientos de pretemporada, aunque días antes había completado sus primeros kilómetros de la mano de Susie Wolff en el Circuito de Idiada.

## Resumen de la temporada
A pesar de unos prometedores tiempos en los test de pretemporada, a la hora de la verdad el coche decepcionó en su primera carrera en Australia, con un abandono de Maldonado y un 14.º puesto para Bottas. En Malasia las cosas parecían ir mejor, ya que pese a otro abandono de Pastor, Bottas fue 11.º. Pero a partir de la tercera carrera en China vuelven a quedarse lejos de los puntos. En Baréin fue Maldonado quien rozó el top ten con su 11.ª posición. En el GP de Canadá, Bottas obtuvo una increíble tercera plaza en una clasificación en mojado, pero en carrera volvieron a quedar patentes las carencias del FW35 y finalizó 14.º. Maldonado consiguió otra 11.ª plaza en Silverstone antes de finalmente conseguir inaugurar el casillero de puntos para la escudería en Hungría. Valtteri Bottas aumentó la puntuación de la escudería con su 8.º puesto en Austin para terminar novenos en el campeonato con 5 puntos, igual que el Williams FW33, en un año pésimo para la gente de Grove.

## Resultados

### Fórmula 1
(Clave) (negrita indica pole position) (cursiva indica vuelta rápida)

| Año  | Motor                    | Neu. | N.º | Pilotos          | 1   | 2   | 3   | 4   | 5   | 6   | 7   | 8   | 9   | 10  | 11  | 12  | 13  | 14  | 15  | 16  | 17  | 18  | 19  | Puntos | Pos. |
| ---- | ------------------------ | ---- | --- | ---------------- | --- | --- | --- | --- | --- | --- | --- | --- | --- | --- | --- | --- | --- | --- | --- | --- | --- | --- | --- | ------ | ---- |
| 2013 | Renault RS27-2013 2.4 V8 | P    |     |                  | AUS | MYS | CHN | BHR | ESP | MON | CAN | GBR | GER | HUN | BEL | ITA | SIN | RCO | JPN | IND | ABU | USA | BRA | 5      | 9.º  |
| 2013 | Renault RS27-2013 2.4 V8 | P    | 16  | Pastor Maldonado | Ret | Ret | 14  | 11  | 14  | Ret | 16  | 11  | 15  | 10  | 17  | 14  | 11  | 13  | 16  | 12  | 11  | 17  | 16  | 5      | 9.º  |
| 2013 | Renault RS27-2013 2.4 V8 | P    | 17  | Valtteri Bottas  | 14  | 11  | 13  | 14  | 16  | 12  | 14  | 12  | 16  | Ret | 15  | 15  | 13  | 12  | 17  | 16  | 15  | 8   | Ret | 5      | 9.º  |